# Список экзопланет в созвездии Компаса
Список экзопланет в созвездии Компаса содержит 3 экзопланеты в 2 разных планетных системах, находящихся в соответствующем созвездии. Перечислены только подтверждённые экзопланеты, не являющиеся коричневым карликом.
Учёные постоянно совершают открытия, поэтому список может быть неполон.
Оценить зону обитаемости можно на основе светимости звезды.
| Система   | # | Удалённость св. лет | Светимость L⊙ | Большая полуось а. e. | Эксцентриситет | Период обращения сут | Масса MJ       | Пр.    |
| --------- | - | ------------------- | ------------- | --------------------- | -------------- | -------------------- | -------------- | ------ |
| Глизе 317 | b | 50                  |               | 1,18 ± 0,01           | 0,1            | 692 ± 2              | >1,853 ± 0,037 | EPEDR2 |
| WASP-170  | b | 1001                |               |                       |                |                      |                | DR2    |